# Genneteil
Genneteil – miejscowość i dawna gmina we Francji, w regionie Kraj Loary, w departamencie Maine i Loara. W 2013 roku jej populacja wynosiła 341 mieszkańców. 
W dniu 15 grudnia 2016 roku z połączenia 14 ówczesnych gmin – Auverse, Breil, Broc, Chalonnes-sous-le-Lude, Chavaignes, Chigné, Dénezé-sous-le-Lude, Genneteil, Lasse, Linières-Bouton, Meigné-le-Vicomte, Méon, Noyant oraz Parçay-les-Pins – powstała nowa gmina Noyant-Villages. Siedzibą gminy została miejscowość Noyant. 